# Comuni della Repubblica Ceca (M)
Questa pagina contiene l'elenco dei comuni cechi il cui nome inizia con la lettera M.
Per ciascun comune sono indicati il distretto e la regione d'appartenenza. I comuni che hanno lo status di città (město) sono indicati in grassetto, quelli che hanno lo status di comune mercato (městys) in corsivo.
| Comune                           | Distretto           | Regione             |
| -------------------------------- | ------------------- | ------------------- |
| Mackovice                        | Znojmo              | Moravia meridionale |
| Mačkov                           | Strakonice          | Boemia meridionale  |
| Mahouš                           | Prachatice          | Boemia meridionale  |
| Machov                           | Náchod              | Hradec Králové      |
| Machová                          | Zlín                | Zlín                |
| Majdalena                        | Jindřichův Hradec   | Boemia meridionale  |
| Majetín                          | Olomouc             | Olomouc             |
| Makotřasy                        | Kladno              | Boemia centrale     |
| Makov (Pardubice)                | Svitavy             | Pardubice           |
| Makov (Moravia meridionale)      | Blansko             | Moravia meridionale |
| Malá Bystřice                    | Vsetín              | Zlín                |
| Malá Hraštice                    | Příbram             | Boemia centrale     |
| Malá Lhota                       | Blansko             | Moravia meridionale |
| Malá Losenice                    | Žďár nad Sázavou    | Vysočina            |
| Malá Morava                      | Šumperk             | Olomouc             |
| Malá Morávka                     | Bruntál             | Moravia-Slesia      |
| Malá Roudka                      | Blansko             | Moravia meridionale |
| Malá Skála                       | Jablonec nad Nisou  | Liberec             |
| Malá Štáhle                      | Bruntál             | Moravia-Slesia      |
| Malá Úpa                         | Trutnov             | Hradec Králové      |
| Malá Veleň                       | Děčín               | Ústí nad Labem      |
| Malá Víska                       | Beroun              | Boemia centrale     |
| Malá Vrbka                       | Hodonín             | Moravia meridionale |
| Malčín                           | Havlíčkův Brod      | Vysočina            |
| Malé Březno (Most)               | Most                | Ústí nad Labem      |
| Malé Březno (Ústí nad Labem)     | Ústí nad Labem      | Ústí nad Labem      |
| Malé Hradisko                    | Prostějov           | Olomouc             |
| Malé Kyšice                      | Kladno              | Boemia centrale     |
| Malé Přítočno                    | Kladno              | Boemia centrale     |
| Malé Svatoňovice                 | Trutnov             | Hradec Králové      |
| Malé Výkleky                     | Pardubice           | Pardubice           |
| Malé Žernoseky                   | Litoměřice          | Ústí nad Labem      |
| Maleč                            | Havlíčkův Brod      | Vysočina            |
| Malečov                          | Ústí nad Labem      | Ústí nad Labem      |
| Malenice                         | Strakonice          | Boemia meridionale  |
| Malenovice                       | Frýdek-Místek       | Moravia-Slesia      |
| Malešov                          | Kutná Hora          | Boemia centrale     |
| Malešovice                       | Brno-venkov         | Moravia meridionale |
| Maletín                          | Šumperk             | Olomouc             |
| Malhostovice                     | Brno-venkov         | Moravia meridionale |
| Malhotice                        | Přerov              | Olomouc             |
| Malíč                            | Litoměřice          | Ústí nad Labem      |
| Malíkov                          | Svitavy             | Pardubice           |
| Malíkovice                       | Kladno              | Boemia centrale     |
| Malínky                          | Vyškov              | Moravia meridionale |
| Malinová (Repubblica Ceca)       | Rakovník            | Boemia centrale     |
| Málkov (Boemia centrale)         | Beroun              | Boemia centrale     |
| Málkov (Ústí nad Labem)          | Chomutov            | Ústí nad Labem      |
| Malonty                          | Český Krumlov       | Boemia meridionale  |
| Malotice                         | Kolín               | Boemia centrale     |
| Malovice                         | Prachatice          | Boemia meridionale  |
| Malšice                          | Tábor               | Boemia meridionale  |
| Malšín                           | Český Krumlov       | Boemia meridionale  |
| Malšovice                        | Děčín               | Ústí nad Labem      |
| Malý Beranov                     | Jihlava             | Vysočina            |
| Malý Bor                         | Klatovy             | Plzeň               |
| Malý Újezd                       | Mělník              | Boemia centrale     |
| Manětín                          | Plzeň-sever         | Plzeň               |
| Maňovice                         | Klatovy             | Plzeň               |
| Mankovice                        | Nový Jičín          | Moravia-Slesia      |
| Mariánské Lázně                  | Cheb                | Karlovy Vary        |
| Mariánské Radčice                | Most                | Ústí nad Labem      |
| Markvartice (Ústí nad Labem)     | Děčín               | Ústí nad Labem      |
| Markvartice (Jihlava)            | Jihlava             | Vysočina            |
| Markvartice (Hradec Králové)     | Jičín               | Hradec Králové      |
| Markvartice (Třebíč)             | Třebíč              | Vysočina            |
| Markvartovice                    | Opava               | Moravia-Slesia      |
| Maršov                           | Brno-venkov         | Moravia meridionale |
| Maršov u Úpice                   | Trutnov             | Hradec Králové      |
| Maršovice (Boemia centrale)      | Benešov             | Boemia centrale     |
| Maršovice (Liberec)              | Jablonec nad Nisou  | Liberec             |
| Martiněves                       | Litoměřice          | Ústí nad Labem      |
| Martinice (Zlín)                 | Kroměříž            | Zlín                |
| Martinice (Vysočina)             | Žďár nad Sázavou    | Vysočina            |
| Martinice u Onšova               | Pelhřimov           | Vysočina            |
| Martinice v Krkonoších           | Semily              | Liberec             |
| Martínkov                        | Třebíč              | Vysočina            |
| Martínkovice                     | Náchod              | Hradec Králové      |
| Mařenice                         | Česká Lípa          | Liberec             |
| Máslojedy                        | Hradec Králové      | Hradec Králové      |
| Máslovice                        | Praha-východ        | Boemia centrale     |
| Masojedy                         | Kolín               | Boemia centrale     |
| Mastník                          | Třebíč              | Vysočina            |
| Mašovice                         | Znojmo              | Moravia meridionale |
| Mašťov                           | Chomutov            | Ústí nad Labem      |
| Matějov                          | Žďár nad Sázavou    | Vysočina            |
| Mazelov                          | České Budějovice    | Boemia meridionale  |
| Mažice                           | Tábor               | Boemia meridionale  |
| Mcely                            | Nymburk             | Boemia centrale     |
| Meclov                           | Domažlice           | Plzeň               |
| Mečeříž                          | Mladá Boleslav      | Boemia centrale     |
| Mečichov                         | Strakonice          | Boemia meridionale  |
| Měčín                            | Klatovy             | Plzeň               |
| Měděnec                          | Chomutov            | Ústí nad Labem      |
| Medlice                          | Znojmo              | Moravia meridionale |
| Medlov (Moravia meridionale)     | Brno-venkov         | Moravia meridionale |
| Medlov (Olomouc)                 | Olomouc             | Olomouc             |
| Medlovice (Zlín)                 | Uherské Hradiště    | Zlín                |
| Medlovice (Moravia meridionale)  | Vyškov              | Moravia meridionale |
| Medonosy                         | Mělník              | Boemia centrale     |
| Medový Újezd                     | Rokycany            | Plzeň               |
| Měchenice                        | Praha-západ         | Boemia centrale     |
| Měcholupy (Plzeň)                | Plzeň-jih           | Plzeň               |
| Měcholupy (Ústí nad Labem)       | Louny               | Ústí nad Labem      |
| Měkynec                          | Strakonice          | Boemia meridionale  |
| Melč                             | Opava               | Moravia-Slesia      |
| Mělčany                          | Brno-venkov         | Moravia meridionale |
| Mělnické Vtelno                  | Mělník              | Boemia centrale     |
| Mělník                           | Mělník              | Boemia centrale     |
| Měňany                           | Beroun              | Boemia centrale     |
| Menhartice                       | Třebíč              | Vysočina            |
| Měník                            | Hradec Králové      | Hradec Králové      |
| Měnín                            | Brno-venkov         | Moravia meridionale |
| Merboltice                       | Děčín               | Ústí nad Labem      |
| Merklín (Plzeň)                  | Plzeň-jih           | Plzeň               |
| Merklín (Karlovy Vary)           | Karlovy Vary        | Karlovy Vary        |
| Měrotín                          | Olomouc             | Olomouc             |
| Měrovice nad Hanou               | Přerov              | Olomouc             |
| Měrunice                         | Teplice             | Ústí nad Labem      |
| Měřín                            | Žďár nad Sázavou    | Vysočina            |
| Městečko                         | Rakovník            | Boemia centrale     |
| Městečko Trnávka                 | Svitavy             | Pardubice           |
| Město Albrechtice                | Bruntál             | Moravia-Slesia      |
| Město Touškov                    | Plzeň-sever         | Plzeň               |
| Měšice                           | Praha-východ        | Boemia centrale     |
| Měšín                            | Jihlava             | Vysočina            |
| Mešno                            | Rokycany            | Plzeň               |
| Metylovice                       | Frýdek-Místek       | Moravia-Slesia      |
| Mezholezy (u Černíkova)          | Domažlice           | Plzeň               |
| Mezholezy (u Horšovského Týna)   | Domažlice           | Plzeň               |
| Meziboří                         | Most                | Ústí nad Labem      |
| Mezihoří                         | Klatovy             | Plzeň               |
| Mezilečí                         | Náchod              | Hradec Králové      |
| Mezilesí (Hradec Králové)        | Náchod              | Hradec Králové      |
| Mezilesí (Vysočina)              | Pelhřimov           | Vysočina            |
| Meziměstí                        | Náchod              | Hradec Králové      |
| Mezina                           | Bruntál             | Moravia-Slesia      |
| Meziříčí                         | Tábor               | Boemia meridionale  |
| Meziříčko (Třebíč)               | Třebíč              | Vysočina            |
| Meziříčko (Žďár nad Sázavou)     | Žďár nad Sázavou    | Vysočina            |
| Mezná (Vysočina)                 | Pelhřimov           | Vysočina            |
| Mezná (Boemia meridionale)       | Tábor               | Boemia meridionale  |
| Mezno                            | Benešov             | Boemia centrale     |
| Mezouň                           | Beroun              | Boemia centrale     |
| Míčov-Sušice                     | Chrudim             | Pardubice           |
| Mičovice                         | Prachatice          | Boemia meridionale  |
| Michalovice (Vysočina)           | Havlíčkův Brod      | Vysočina            |
| Michalovice (Ústí nad Labem)     | Litoměřice          | Ústí nad Labem      |
| Míchov                           | Blansko             | Moravia meridionale |
| Mikolajice                       | Opava               | Moravia-Slesia      |
| Mikulášovice                     | Děčín               | Ústí nad Labem      |
| Mikulčice                        | Hodonín             | Moravia meridionale |
| Mikuleč                          | Svitavy             | Pardubice           |
| Mikulov                          | Břeclav             | Moravia meridionale |
| Mikulov (Ústí nad Labem)         | Teplice             | Ústí nad Labem      |
| Mikulovice (Olomouc)             | Jeseník             | Olomouc             |
| Mikulovice (Pardubice)           | Pardubice           | Pardubice           |
| Mikulovice (Vysočina)            | Třebíč              | Vysočina            |
| Mikulovice (Moravia meridionale) | Znojmo              | Moravia meridionale |
| Mikulůvka                        | Vsetín              | Zlín                |
| Milasín                          | Žďár nad Sázavou    | Vysočina            |
| Milavče                          | Domažlice           | Plzeň               |
| Milčice                          | Nymburk             | Boemia centrale     |
| Mileč                            | Plzeň-jih           | Plzeň               |
| Milejovice                       | Strakonice          | Boemia meridionale  |
| Milenov                          | Přerov              | Olomouc             |
| Milešín                          | Žďár nad Sázavou    | Vysočina            |
| Milešov                          | Příbram             | Boemia centrale     |
| Milešovice                       | Vyškov              | Moravia meridionale |
| Miletín                          | Jičín               | Hradec Králové      |
| Milevsko                         | Písek               | Boemia meridionale  |
| Milhostov                        | Cheb                | Karlovy Vary        |
| Miličín                          | Benešov             | Boemia centrale     |
| Milíčov                          | Jihlava             | Vysočina            |
| Milíčovice                       | Znojmo              | Moravia meridionale |
| Milíkov (Karlovy Vary)           | Cheb                | Karlovy Vary        |
| Milíkov (Moravia-Slesia)         | Frýdek-Místek       | Moravia-Slesia      |
| Milín                            | Příbram             | Boemia centrale     |
| Milínov                          | Plzeň-jih           | Plzeň               |
| Milíře                           | Tachov              | Plzeň               |
| Milonice (Vyškov)                | Vyškov              | Moravia meridionale |
| Milonice (Blansko)               | Blansko             | Moravia meridionale |
| Miloňovice                       | Strakonice          | Boemia meridionale  |
| Milostín                         | Rakovník            | Boemia centrale     |
| Milotice                         | Hodonín             | Moravia meridionale |
| Milotice nad Bečvou              | Přerov              | Olomouc             |
| Milotice nad Opavou              | Bruntál             | Moravia-Slesia      |
| Milovice (Moravia meridionale)   | Břeclav             | Moravia meridionale |
| Milovice                         | Nymburk             | Boemia centrale     |
| Milovice u Hořic                 | Jičín               | Hradec Králové      |
| Milý                             | Rakovník            | Boemia centrale     |
| Mimoň                            | Česká Lípa          | Liberec             |
| Minice                           | Písek               | Boemia meridionale  |
| Mirkovice                        | Český Krumlov       | Boemia meridionale  |
| Miroslav                         | Znojmo              | Moravia meridionale |
| Miroslavské Knínice              | Znojmo              | Moravia meridionale |
| Mirošov (Jihlava)                | Jihlava             | Vysočina            |
| Mirošov (Plzeň)                  | Rokycany            | Plzeň               |
| Mirošov (Žďár nad Sázavou)       | Žďár nad Sázavou    | Vysočina            |
| Mirošovice                       | Praha-východ        | Boemia centrale     |
| Mirotice                         | Písek               | Boemia meridionale  |
| Mírov                            | Šumperk             | Olomouc             |
| Mírová                           | Karlovy Vary        | Karlovy Vary        |
| Mírová pod Kozákovem             | Semily              | Liberec             |
| Mirovice                         | Písek               | Boemia meridionale  |
| Miřejovice                       | Litoměřice          | Ústí nad Labem      |
| Miřetice (Boemia centrale)       | Benešov             | Boemia centrale     |
| Miřetice (Pardubice)             | Chrudim             | Pardubice           |
| Mířkov                           | Domažlice           | Plzeň               |
| Miskovice                        | Kutná Hora          | Boemia centrale     |
| Místo                            | Chomutov            | Ústí nad Labem      |
| Mistrovice                       | Ústí nad Orlicí     | Pardubice           |
| Mistřice                         | Uherské Hradiště    | Zlín                |
| Míškovice                        | Kroměříž            | Zlín                |
| Míšov                            | Plzeň-jih           | Plzeň               |
| Mišovice                         | Písek               | Boemia meridionale  |
| Mladá Boleslav                   | Mladá Boleslav      | Boemia centrale     |
| Mladá Vožice                     | Tábor               | Boemia meridionale  |
| Mladé Buky                       | Trutnov             | Hradec Králové      |
| Mladé Bříště                     | Pelhřimov           | Vysočina            |
| Mladecko                         | Opava               | Moravia-Slesia      |
| Mladeč                           | Olomouc             | Olomouc             |
| Mladějov                         | Jičín               | Hradec Králové      |
| Mladějov na Moravě               | Svitavy             | Pardubice           |
| Mladějovice                      | Olomouc             | Olomouc             |
| Mladkov                          | Ústí nad Orlicí     | Pardubice           |
| Mladoňovice (Pardubice)          | Chrudim             | Pardubice           |
| Mladoňovice (Vysočina)           | Třebíč              | Vysočina            |
| Mladošovice                      | České Budějovice    | Boemia meridionale  |
| Mladotice                        | Plzeň-sever         | Plzeň               |
| Mladý Smolivec                   | Plzeň-jih           | Plzeň               |
| Mlázovice                        | Jičín               | Hradec Králové      |
| Mlečice                          | Rokycany            | Plzeň               |
| Mlékojedy                        | Litoměřice          | Ústí nad Labem      |
| Mlékosrby                        | Hradec Králové      | Hradec Králové      |
| Mlýnské Struhadlo                | Klatovy             | Plzeň               |
| Mlýny                            | Tábor               | Boemia meridionale  |
| Mnetěš                           | Litoměřice          | Ústí nad Labem      |
| Mnich                            | Pelhřimov           | Vysočina            |
| Mnichov (Boemia meridionale)     | Strakonice          | Boemia meridionale  |
| Mnichov (Cheb)                   | Cheb                | Karlovy Vary        |
| Mnichov (Plzeň)                  | Domažlice           | Plzeň               |
| Mnichovice (Benešov)             | Benešov             | Boemia centrale     |
| Mnichovice                       | Praha-východ        | Boemia centrale     |
| Mnichovo Hradiště                | Mladá Boleslav      | Boemia centrale     |
| Mníšek                           | Liberec             | Liberec             |
| Mníšek pod Brdy                  | Praha-západ         | Boemia centrale     |
| Močerady                         | Domažlice           | Plzeň               |
| Močovice                         | Kutná Hora          | Boemia centrale     |
| Modlany                          | Teplice             | Ústí nad Labem      |
| Modletice                        | Praha-východ        | Boemia centrale     |
| Modlíkov                         | Havlíčkův Brod      | Vysočina            |
| Modrá Hůrka                      | České Budějovice    | Boemia meridionale  |
| Modrá                            | Uherské Hradiště    | Zlín                |
| Modrava                          | Klatovy             | Plzeň               |
| Modřice                          | Brno-venkov         | Moravia meridionale |
| Modřišice                        | Semily              | Liberec             |
| Modřovice                        | Příbram             | Boemia centrale     |
| Mohelnice (Plzeň)                | Plzeň-jih           | Plzeň               |
| Mohelnice                        | Šumperk             | Olomouc             |
| Mohelnice nad Jizerou            | Mladá Boleslav      | Boemia centrale     |
| Mohelno                          | Třebíč              | Vysočina            |
| Mochov                           | Praha-východ        | Boemia centrale     |
| Mochtín                          | Klatovy             | Plzeň               |
| Mojné                            | Český Krumlov       | Boemia meridionale  |
| Mokošín                          | Pardubice           | Pardubice           |
| Mokrá-Horákov                    | Brno-venkov         | Moravia meridionale |
| Mokré                            | Rychnov nad Kněžnou | Hradec Králové      |
| Mokré Lazce                      | Opava               | Moravia-Slesia      |
| Mokrosuky                        | Klatovy             | Plzeň               |
| Mokrouše                         | Plzeň-město         | Plzeň               |
| Mokrovousy                       | Hradec Králové      | Hradec Králové      |
| Mokrovraty                       | Příbram             | Boemia centrale     |
| Mokrý Lom                        | České Budějovice    | Boemia meridionale  |
| Moldava (comune)                 | Teplice             | Ústí nad Labem      |
| Morašice (Chrudim)               | Chrudim             | Pardubice           |
| Morašice (Pardubice)             | Pardubice           | Pardubice           |
| Morašice (Svitavy)               | Svitavy             | Pardubice           |
| Morašice (Moravia meridionale)   | Znojmo              | Moravia meridionale |
| Moravany (Hodonín)               | Hodonín             | Moravia meridionale |
| Moravany (Pardubice)             | Pardubice           | Pardubice           |
| Moravany (Brno-venkov)           | Brno-venkov         | Moravia meridionale |
| Moravec                          | Žďár nad Sázavou    | Vysočina            |
| Moravecké Pavlovice              | Žďár nad Sázavou    | Vysočina            |
| Moraveč                          | Pelhřimov           | Vysočina            |
| Moravice                         | Opava               | Moravia-Slesia      |
| Moravičany                       | Šumperk             | Olomouc             |
| Morávka                          | Frýdek-Místek       | Moravia-Slesia      |
| Moravská Nová Ves                | Břeclav             | Moravia meridionale |
| Moravská Třebová                 | Svitavy             | Pardubice           |
| Moravské Bránice                 | Brno-venkov         | Moravia meridionale |
| Moravské Budějovice              | Třebíč              | Vysočina            |
| Moravské Knínice                 | Brno-venkov         | Moravia meridionale |
| Moravské Málkovice               | Vyškov              | Moravia meridionale |
| Moravskoslezský Kočov            | Bruntál             | Moravia-Slesia      |
| Moravský Beroun                  | Olomouc             | Olomouc             |
| Moravský Krumlov                 | Znojmo              | Moravia meridionale |
| Moravský Písek                   | Hodonín             | Moravia meridionale |
| Moravský Žižkov                  | Břeclav             | Moravia meridionale |
| Morkovice-Slížany                | Kroměříž            | Zlín                |
| Morkůvky                         | Břeclav             | Moravia meridionale |
| Mořice                           | Prostějov           | Olomouc             |
| Mořina                           | Beroun              | Boemia centrale     |
| Mořinka                          | Beroun              | Boemia centrale     |
| Mořkov                           | Nový Jičín          | Moravia-Slesia      |
| Most                             | Most                | Ústí nad Labem      |
| Mostek (Hradec Králové)          | Trutnov             | Hradec Králové      |
| Mostek (Pardubice)               | Ústí nad Orlicí     | Pardubice           |
| Mostkovice                       | Prostějov           | Olomouc             |
| Mosty u Jablunkova               | Frýdek-Místek       | Moravia-Slesia      |
| Mošnov                           | Nový Jičín          | Moravia-Slesia      |
| Mouchnice                        | Vyškov              | Moravia meridionale |
| Mouřínov                         | Vyškov              | Moravia meridionale |
| Moutnice                         | Brno-venkov         | Moravia meridionale |
| Mrač                             | Benešov             | Boemia centrale     |
| Mrákotín (Pardubice)             | Chrudim             | Pardubice           |
| Mrákotín (Vysočina)              | Jihlava             | Vysočina            |
| Mrákov                           | Domažlice           | Plzeň               |
| Mratín                           | Praha-východ        | Boemia centrale     |
| Mrlínek                          | Kroměříž            | Zlín                |
| Mrsklesy                         | Olomouc             | Olomouc             |
| Mrtník                           | Plzeň-sever         | Plzeň               |
| Mrzky                            | Kolín               | Boemia centrale     |
| Mříčná                           | Semily              | Liberec             |
| Mšec                             | Rakovník            | Boemia centrale     |
| Mšecké Žehrovice                 | Rakovník            | Boemia centrale     |
| Mšené-lázně                      | Litoměřice          | Ústí nad Labem      |
| Mšeno                            | Mělník              | Boemia centrale     |
| Mukařov (Mladá Boleslav)         | Mladá Boleslav      | Boemia centrale     |
| Mukařov (Praha-východ)           | Praha-východ        | Boemia centrale     |
| Mutějovice                       | Rakovník            | Boemia centrale     |
| Mutěnice (Moravia meridionale)   | Hodonín             | Moravia meridionale |
| Mutěnice (Boemia meridionale)    | Strakonice          | Boemia meridionale  |
| Mutěnín                          | Domažlice           | Plzeň               |
| Mutkov                           | Olomouc             | Olomouc             |
| Mydlovary                        | České Budějovice    | Boemia meridionale  |
| Myslejovice                      | Prostějov           | Olomouc             |
| Mysletice                        | Jihlava             | Vysočina            |
| Mysletín                         | Pelhřimov           | Vysočina            |
| Mysliboř                         | Jihlava             | Vysočina            |
| Myslibořice                      | Třebíč              | Vysočina            |
| Myslín                           | Písek               | Boemia meridionale  |
| Myslinka                         | Plzeň-sever         | Plzeň               |
| Myslív                           | Klatovy             | Plzeň               |
| Myslkovice                       | Tábor               | Boemia meridionale  |
| Mysločovice                      | Zlín                | Zlín                |
| Myslovice                        | Klatovy             | Plzeň               |
| Myštěves                         | Hradec Králové      | Hradec Králové      |
| Myštice                          | Strakonice          | Boemia meridionale  |
| Mýto                             | Rokycany            | Plzeň               |
| Mžany                            | Hradec Králové      | Hradec Králové      |